# 11号科罗拉多州州道
11号科罗拉多州州道（英語：Colorado State Highway 11，SH-11）是美国科罗拉多州东北角的一条南-北走向的州级公路，全长1.35英里（2.17），全部线路位于塞奇威克縣县治朱尔斯堡境内，南接138号美国国道（US-138）和385号美国国道（US-385）并线段，北至内布拉斯加州的边界接27号内布拉斯加州州道（N-27）。